# Ruta Brouwer

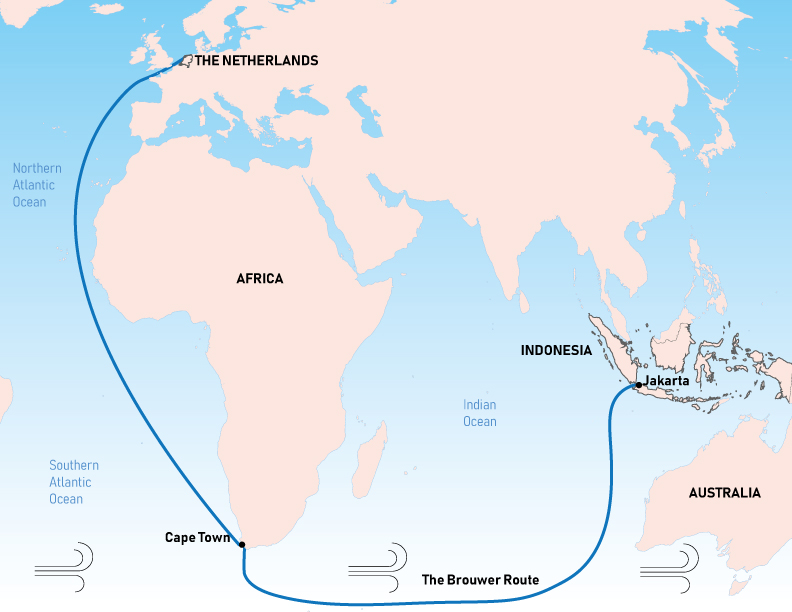
La Ruta Brouwer, ideada pel navegant holandès Hendrik Brouwer el 1611, va reduir considerablement el viatge entre el Cap de Bona Esperança (Colònia Holandesa del Cap) i Java (Índies Orientals Neerlandeses) en gairebé 12 mesos a uns 6 mesos, en comparació amb l'anterior ruta monsònica àrab i portuguesa.

La Ruta Brouwer va ser una ruta de navegació a vela del segle XVII utilitzada pels vaixells que anaven des del Cap de Bona Esperança fins a les Índies Orientals Neerlandeses, com a tram oriental de la ruta del Cap. La ruta portava els vaixells cap al sud des del Cap (que es troba a 34° de latitud sud) fins als Quaranta rugents, després cap a l'est a través de l'oceà Índic, abans de girar al nord-est cap a Java. Així s'aprofitaven els forts vents de l'oest augmentant molt la velocitat de viatge.
El problema que tenia la ruta era que no hi havia una manera precisa, en aquella època, de determinar la longitud i, per tant, de saber fins a quin punt a l'est havia viatjat un vaixell. L'observació de l'illa Amsterdam o l'illa de Sant Pau era l'únic senyal perquè els vaixells canviessin de direcció i es dirigissin cap al nord. Tanmateix, això depenia de l'experiència del capità. En conseqüència, molts vaixells van patir naufragis contra els esculls o les illes de la plataforma continental occidental d'Austràlia, lloc que era pràcticament desconeguda pels europeus en aquell moment.
La ruta va ser ideada per l'explorador neerlandès Hendrik Brouwer l'any 1611, trobant que reduïa a la meitat la durada del viatge d'Europa a Java, en comparació amb l'anterior ruta del cap, que implicava seguir la costa de l'Àfrica oriental cap al nord, navegant a través del canal de Moçambic voltar l'illa de Madagascar i després travessar l'oceà Índic, de vegades a través de l'Índia. El 1616 la Ruta Brouwer era obligatòria per als capitans de vaixells de la Companyia Neerlandesa de les Índies Orientals.
Per a la Companyia Britànica de les Índies Orientals, el capità Humphrey Fitzherbert va provar la ruta el 1620, anomenant-la "la ruta del Sud", i inicialment va pensar que era un gran èxit, però el segon vaixell anglès que va utilitzar-la, el Tryall (de vegades escrit Trial), va calcular incorrectament la longitud, va navegar massa a l'est abans de girar cap al nord, i va naufragar al xocar contra les roques Tryal davant la costa australiana de Pilbara el maig de 1622. Com a conseqüència d'aquest fet els anglesos van evitar durant dues dècades aquesta ruta.
La Ruta Brouwer va tenir un paper important en el descobriment europeu de la costa occidental d'Austràlia, tot i que molts vaixells van naufragar al llarg de la costa, incloent-hi el Batavia el 1629, el Vergulde Draeck el 1656, el Zuytdorp el 1712 i el Zeewijk el 1727. El 1696 Willem de Vlamingh va explorar la costa occidental australiana mentre buscava supervivents del Ridderschap van Holland, que havia salpat el 1694 del cap de Bona Esperança i havia desaparegut de camí a Batavia (actual Jakarta) amb unes 300 persones a bord. No es van trobar cap supervivent ni les restes del vaixell.